# Солтани, Хосин
Хосин Солтани (араб. حسين سلطاني‎; 27 декабря 1972, Тения, Алжир — 1 марта 2002, Марсель, Франция) — наиболее титулованный алжирский боксёр, чемпион Олимпийских игр 1996 года.
В 1991 году стал бронзовым призёром чемпионата мира по боксу в Сиднее (в полуфинале проиграл болгарину Киркору Киркорову). В 1991 и 1994 годах становился чемпионом Африки.
На Олимпийских играх 1992 года в Барселоне 19-летний алжирец одержал победы над аргентинцем Хорхе Мальоне, пуэрториканцем Карлосом Хереной и доминиканцем Викториано Сосой, уступив в полуфинале немцу Андреасу Тевсу. Третью ступень пьедестала разделил с представителем Объединённой команды Рамазом Палиани.
Через четыре года в Атланте стал первым алжирским боксёром, завоевавшим золотую олимпийскую медаль. На пути к ней он победил турка Вахдеттина Ишсевера, бразильца Анальдо Нуньеса, южнокорейца Су Юнг Шина, румына Леонарда Дорофтея и, наконец, в финале одержал победу над представителем Болгарии Тончо Тончевым.
После победы на Играх Солтани был встречен на родине как национальный герой. В частности, в городе Будуау был построен спортивный комплекс, названный его именем.
В 1998—2000 годах провёл 4 боя на профессиональном ринге, в которых одержал победы (две — нокаутом).
Был убит в Марселе в марте 2002 года при до конца невыясненных обстоятельствах. Тело было обнаружено лишь в сентябре 2004 года. Дата смерти является ориентировочной.
Племянник Хосина Мебарек Солтани дважды (2000 и 2004) боксировал на Олимпийских играх за Алжир, но оба раза уступал в первом же бою.